# Fantasía Negra
Fantasía Negra fue una comparsa de candombe, activa entre 1954 y 1975, en la que participaron personalidades de la cultura afrouruguaya como el músico Pedro Ferreira, el bailarín Pirulo Albín y la vedette Rosa Luna. Se destacó en los concursos del carnaval de Uruguay, llevando sus colores rojo, azul y blanco.  
La comparsa se originó en el barrio Reus al Sur (también conocido como Conventillo de Ansina) en el barrio de Palermo de la ciudad de Montevideo. Fantasía Negra cultivó el estilo de candombe de Ansina y tuvo como su principal rival a la comparsa del barrio Sur "Morenada".

## Historia

Un gramillero baila delante de la cuerda de tambores de Fantasía Negra en el desfile de carnaval de 1959 en Montevideo.

Como comparsa de Ansina, Fantasía Negra tuvo antecedentes en las siguientes agrupaciones: Libertadores de África, Los Congos Humildes y Esclavos del Nyanza.
Desde su fundación, Fantasía Negra tuvo gran éxito en los concursos de carnaval y Llamadas. De un total de 11 participaciones en el concurso oficial del Teatro del Verano, obtuvo seis primeros premios en los años 1954, 1955, 1956, 1957, 1958, 1972; tres segundos premios en 1959, 1969, 1973; y dos terceros premios en 1966 y 1967.
Además, obtuvo el primer premio del Desfile de Llamadas nueve veces (en 1956, 1957, 1958, 1961, 1963, 1966, 1969, 1972, 1973); con dos segundos premios en 1959 y 1974; y dos terceros premios en 1964 y 1975.
A diferencia de otros conjuntos destacados en años anteriores, como Miscelánea Negra o Añoranzas Negras, la comparsa Fantasía Negra fue dirigida por afrouruguayos.En sus comienzos, tuvo como director a Julio "Cacho" Jiménez.
En lo que respecta a la danza, se destacaban en Fantasía Negra: el bailarín y coreógrafo Carlos "Pirulo" Albín, la vedette Gloria Pérez Bravo (conocida como "la negra Johnson"), la bailarina y vedette Rosa Luna (que debutó con la comparsa en 1954) y los bailarines Julio "Piel Canela" Sosa y Cacho Rivero. En los personajes típicos, encontramos a Beba Píriz (mama vieja), al "chino" Vega (gramillero) y a Isabel Correa (reconocida por su interpretación tradicional afro).
Entre los tamborileros de la comparsa fueron reconocidos: Raúl Magariños, Cacho Jiménez, Raúl Rada, Perico Gularte, Malumba Jiménez, Edison "Palo Bombo" Oviedo y Gustavo Oviedo. Una de las particularidades de la cuerda de tambores de Fantasía Negra era que incluía, además de los tres tamboriles típicos -chico, repique y piano-, al tambor "bombo", más grande y grave que los anteriores.

## Legado

Escoberos, gramilleros y mamas viejas bailan delante de la cuerda de tambores de Fantasía Negra.

Esta comparsa fue muy influyente en la sonoridad de las orquestas de candombe que la sucedieron, dada la relevancia de su principal artista Pedro Ferreira. La sonoridad propuesta por este músico afrouruguayo fusionaba los ritmos clásicos del candombe con ritmos caribeños como el son, la guaracha y la plena. 
Fantasía Negra es una referencia histórica del toque madre de Ansina. Las siguientes comparsas del barrio Palermo descienden de Fantasía Negra: Marabunta, Concierto Lubolo, Serenata Africana, Sinfonía de Ansina y la comparsa actual Valores de Ansina. 
También perteneció a la tradición de Ansina el Conjunto Bantú, dirigido por Tomás Olivera Chirimini, y el músico Jorginho Gularte. Una canción de Ruben Rada hace mención a la comparsa Fantasía Negra, se trata de Soy de Cuareim. Su letra se refiere al barrio de Ansina diciendo: "allí nació mi padre / repique de Fantasía / pero yo soy de Cuareim / porque lo quiso la vida."Otra obra que se refiere a esta comparsa, nombrando a varios de sus integrantes e incluyendo a tamborileros históricos de Ansina, es la pieza "Rékiem por Fantasía Negra" de Sergio Ortuño.